# Distrito electoral de Richland VII
Richland VII (en inglés: Richland VII Precinct) es un distrito electoral ubicado en el condado de Sarpy en el estado estadounidense de Nebraska. En el Censo de 2010 tenía una población de 8049 habitantes y una densidad poblacional de 726,28 personas por km².

## Geografía
Richland VII se encuentra ubicado en las coordenadas 41°10′52″N 96°12′19″O / 41.18111, -96.20528. Según la Oficina del Censo de los Estados Unidos, Richland VII tiene una superficie total de 11.08 km², de la cual 11.08 km² corresponden a tierra firme y (0%) 0 km² es agua.

## Demografía
Según el censo de 2010, había 8049 personas residiendo en Richland VII. La densidad de población era de 726,28 hab./km². De los 8049 habitantes, Richland VII estaba compuesto por el 94.71% blancos, el 0.76% eran afroamericanos, el 0.12% eran amerindios, el 1.58% eran asiáticos, el 0% eran isleños del Pacífico, el 1.07% eran de otras razas y el 1.76% pertenecían a dos o más razas. Del total de la población el 3.04% eran hispanos o latinos de cualquier raza.